# 5926 Шенфельд
5926 Шенфельд (5926 Schönfeld) — астероїд головного поясу, відкритий 4 серпня 1929 року.
Тіссеранів параметр щодо Юпітера — 3,516.